# 3362 Khufu

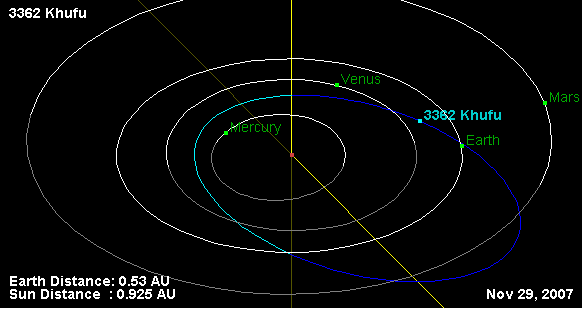
3362 Khufu ngày 29 tháng 11 năm 2007
Khufu takes about 359.47 days to orbit the Sun.^{}

3362 Khufu là một tiểu hành tinh gần Trái Đất. Nó được phát hiện bởi R. Scott Dunbar và Maria A. Barucci ở Đài thiên văn Palomar, Quận San Diego, California, ngày 30 tháng 8 năm 1984. Tên ban đầu của nó là 1984 QA. Nó được đặt theo tên Khufu, vị pharaoh Ai Cập cổ đại.